# Norbergs distrikt
Norbergs distrikt är ett distrikt i Norbergs kommun och Västmanlands län. 
Distriktet ligger i och omkring Norberg. 

## Tidigare administrativ tillhörighet
Distriktet inrättades 2016 och utgörs av området Norbergs köping omfattade till 1971 och som före 1952 utgjorde Norbergs socken.
Området motsvarar den omfattning Norbergs församling hade vid årsskiftet 1999/2000.